# Patrick Johnson
 Patrick Johnson  (Cairns, 26 september 1972) is een Australisch atleet, die is gespecialiseerd in de 100 en 200 m. Tweemaal nam hij deel aan de Olympische Spelen, maar bleef medailleloos. Hij is tevens Oceanisch recordhouder op de 100 m met een tijd van 9,93 s.

## Biografie
Johnson maakte in 2000 op de Olympische Spelen in Sydney deel uit van het Australische team op de 4 x 100 m estafette. Het viertal sneuvelde in de kwalificaties als gevolg van een mislukte stokwissel. Op de 100 en 200 m werd hij uitgeschakeld in de tweede ronde.
In 2003 liep Johnson in Mito de 100 m in 9,93 en was daarmee de eerste Australische atleet die onder de 10 seconden dook.
Op de Olympische Spelen van 2004 in Athene kwalificeerde Johnson zich samen met zijn landgenoten Joshua Ross, Adam Basil en Paul Di Bella voor de finale van de 4 x 100 m estafette, waarin ze als zesde eindigden.
Op het WK van 2005 eindigde hij in een tijd van 20,58 als zesde in de finale van de 200 m.
Op de Australische kampioenschappen in 2008 miste Johnson op de 100 m compleet zijn start, zodat hij niet geselecteerd werd voor de Australische estafetteploeg op de Olympische Spelen in Peking.

## Titels
- Australisch kampioen 100 m – 2003
- Australisch kampioen 200 m – 2001, 2003, 2006, 2010

## Persoonlijke records
| Onderdeel | Prestatie   | Datum            | Plaats |
| --------- | ----------- | ---------------- | ------ |
| 100 m     | 9,93 s (AR) | 5 mei 2003       | Mito   |
| 200 m     | 20,35 s     | 22 augustus 2006 | Malmö  |

- World Athletics: 14179423
- Virtual International Authority File: 4639148390837410830001